# I. I. Rabi Award
Der I. I. Rabi Award des IEEE ist ein Preis für Beiträge zum Atom- und Molekül-Frequenzstandard und zur Zeitmessung. Er ist nach I. I. Rabi benannt, der auch erster Preisträger war. Er wird seit 1983 jährlich verliehen.
Er ist nicht mit dem I. I. Rabi Prize der American Physical Society zu verwechseln. Auch die International Society for Magnetic Resonance in Medicine vergibt einen I. I. Rabi Award.
Von den Preisträgern sind fünf Nobelpreisträger, neben Rabi: Ramsey, Wineland, Hall und Hänsch.

## Preisträger
- 1983 – I. I. Rabi
- 1984 – David W. Allan
- 1985 – Norman Ramsey
- 1986 – Jerrold R. Zacharias
- 1987 – Louis Essen
- 1988 – Gernot M. R. Winkler
- 1989 – Leonard S. Cutler
- 1990 – Claude Audoin
- 1991 – Andrea DeMarchi
- 1992 – James A. Barnes
- 1993 – Robert F. C. Vessot
- 1994 – Jacques Vanier
- 1995 – Fred L. Walls
- 1996 – Andre Clairon und Robert E. Drullinger
- 1997 – Harry E. Peters und Nikolai A. Demidov
- 1998 – David J. Wineland
- 1999 – Bernard Guinot
- 2000 – William J. Riley Jr.
- 2001 – Lute Maleki
- 2002 – Jon H. Shirley
- 2003 – Andreas Bauch
- 2004 – John L. Hall
- 2005 – Theodor W. Hänsch
- 2006 – James C. Bergquist
- 2007 – Patrick Gill und Leo Hollberg
- 2008 – Hidetoshi Katori
- 2009 – John D. Prestage
- 2010 – Long Sheng Ma
- 2011 – Fritz Riehle
- 2012 – James Camparo
- 2013 – Judah Levine
- 2014 – Harald R. Telle
- 2015 – Ulrich L. Rohde
- 2016 – John E. Kitching
- 2017 – Scott Diddams
- 2018 – Jun Ye
- 2019 – Steven Jefferts
- 2020 – Robert Lutwak
- 2021 – Ekkehard Peik
- 2022 – Thomas Udem
- 2023 – Helen Margolis
- 2024 – Elizabeth Donley